# Питер Хэннан
Питер Джон Ханнан (родился 13 августа 1954) — американский продюсер, аниматор, певец-песенник, автор, иллюстратор, художник и предприниматель.
Ханнан — создатель, исполнительный продюсер и шоураннер Nickelodeon сериала CatDog, для которого он также написал и исполнил тематическую песню. Он редактор рассказов, иногда автор песен и промежуточный продюсер анимационного сериала для детей на PBS «Поехали, Луна!» Он создавал и развивал объекты для многочисленных студий. Он работает дизайнером персонажей и пишет сценарии для различных других мультсериалов. Он работал консультантом во множестве других шоу.
Он создал веб-сериал под названием Действительно чертовски неловко. Его однопанельные мультфильмы «Приключения огромного рта» публиковались в независимых газетах и журналах по всей территории США, Harper’s, Esquire и многих других. Он пишет и иллюстрирует книги, в том числе «Петландия», «Мой болтливый язык: 10 песен, которые я написал, из-за которых меня чуть не убили», «Величайший снеговик в мире», «Супер тупицы», «Силливилль или провал», « Побег из лагеря Ваннабарф», «Школа после наступления темноты: уроки безумия», « Битва при Силливилле: живи глупо или умри!» И Фредди! Король Флурба. Он писал и иллюстрировал статьи для газет и журналов с такими названиями, как «Невероятное сокращающееся Рождество» и «Хорошие, плохие и ирландцы».
Он был соучредителем компании FutureVision, которая выпустила серию телевизионных концертов с участием легенд блюза Мадди Уотерса, Альберта Кинга, Бадди Гая и Джуниора Уэллса, Бобби Блэнда, Отиса Раша и Слепого Джона Дэвиса.
Ханнан преподавал, читал лекции и проводил мастер-классы по искусству, письму, анимации и творчеству для дошкольников и студентов колледжей. Он работал графическим дизайнером и арт-директором и делал иллюстрации для журналов, газет и рекламы. Он выставляет картины, иллюстрации и карикатуры.